# Victoria Hervey
Victoria Frederica Isabella Hervey (née le 6 octobre 1976) est une mannequin anglaise, mondaine, aristocrate et ancienne it girl. Elle est la fille du 6e marquis de Bristol, demi-sœur du 7e marquis et sœur du 8e marquis et de Lady Isabella Hervey.

## Jeunesse
Lady Victoria est l'aînée des enfants de Victor Hervey et de sa troisième épouse, Yvonne Marie Sutton, et est née le 61e anniversaire de son père, le 6 octobre 1976. Elle est la sœur aînée de Frederick Hervey et de Lady Isabella Hervey. Elle est la demi-sœur de John Hervey, et Lord Nicholas Hervey (en), tous deux décédés. Leka, prince héritier d'Albanie, est le parrain comme l'un de ses parrains.
Pendant les deux premières années de sa vie, elle vit à Ickworth House, le siège de la famille dans le Suffolk, avant que ses parents ne s'exilent fiscalement à Monaco. Au moment de la mort de son père en 1985, la famille vit dans un appartement au 1E Formentor, avenue Princesse-Grace, à Monte-Carlo mais emploie toujours un majordome et une nounou.
Elle fait ses études à l'école Benenden et passe une année sabbatique à Florence avant de travailler dans des agences de publicité à Londres.

## Carrière
Après qu'Hervey a refusé une place pour étudier le français et l'histoire de l'art à l'université de Bristol, sa mère arrête ses allocations et elle devient à contrecœur réceptionniste pour le producteur Michael Winner.
Hervey devient mannequin à temps partiel dans le cadre d'un changement de carrière qui, espérait-elle, l'amènerait à la télévision, mais avec sa taille sculpturale de 1.80 mètre, elle se lance dans la carrière à plein temps, finissant par devenir mannequin pour Dior. En avril 2000, elle et son amie Jayne Blight  ouvrent la boutique de mode de Knightsbridge Akademi. Fréquentée par Victoria Beckham, Meg Mathews et Martine McCutcheon, elle ferme en 2001 avec des dettes estimées à 350 000 £. Hervey n'aurait eu que 20 £ de sa poche à la suite de la faillite de l'entreprise, mais dans l'année qui suit la fermeture, Hervey règle une série de dettes personnelles.
En décembre 2003, Hervey obtient un petit rôle dans le film américain Rx de 2004 face à Colin Hanks (fils de Tom Hanks) en tant que serveuse dans un restaurant. En 2001, elle fait une apparition dans la sitcom de la BBC Absolutely Fabulous dans le premier épisode de la série quatre. En octobre 2004, elle apparait sur The Farm, une version Five de l'émission RTÉ Celebrity Farm. En juillet 2006, elle est dans l'émission ITV Love Island. Le 18 septembre 2007, elle est dans l'émission Don't Call Me Stupid d'ITV, où on lui demande d'en savoir plus sur le mouvement du parti travailliste avec George Galloway.
En 2016, le livre pour jeunes adultes d'Hervey, Lady in Waiting, est publié par Finch. Le roman est semi-autobiographique et concerne la vie dans un internat pour filles.

## Vie privée
Hervey vit à Los Angeles. Elle a eu des relations avec plusieurs personnes bien connues, dont le prince Andrew et le membre de Boyzone Shane Lynch,.
En janvier 2022, Hervey déclare dans une interview qu'elle estime que Ghislaine Maxwell l'a utilisée comme « appât », pour attirer les femmes aux soirées de Jeffrey Epstein,.